# طوغ
طوغ 

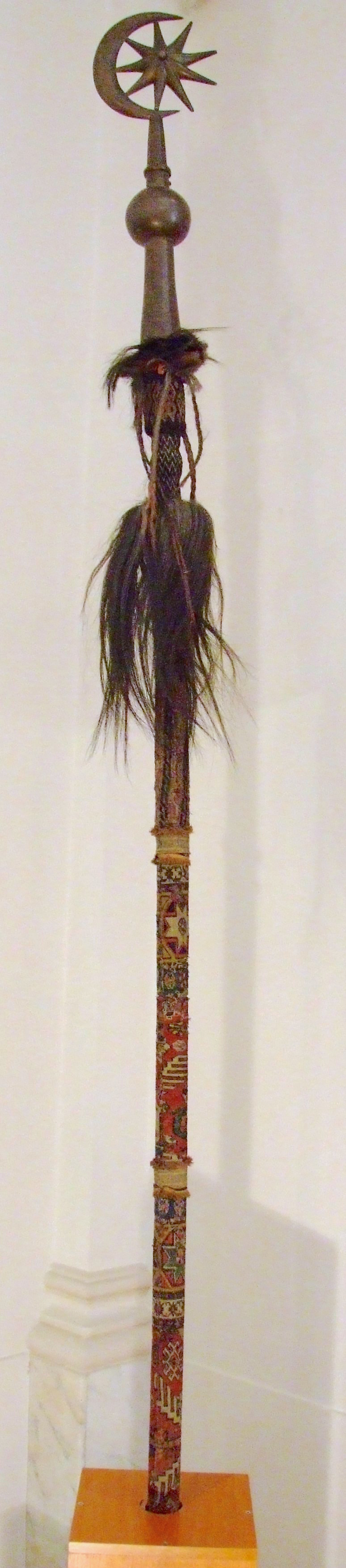
طوغ عثماني من القرن 19

أو طوخ (ج.اطواخ) وتكتب في بعض المراجع العربية بحرف الغين على هذا النحو: طوغ واطواغ، وتكتب في بعض المراجع غير العربية احياناً (Tugh) وأحياناً أخرى (Tug), والطوخ هو ذيل الحصان معلق في سارية، وفي اعلاها كرة من النحاس المطلي بالذهب.
وكان كبار موظفي الدولة العثمانية يتميزون بعدد الاطواخ التي ترفع أمامهم في المواكب والحفلات الرسمية، حيث كانت تتقدمهم سارية تحمل الطوخ أو الاطواخ المقررة بحكم القانون لكل منهم. وعدد الاطواخ هو الذي يحدد مراكز كبار رجال الدولة.
فالسلطان له تسعة اطواخ، والصدر الأعظم خمسة اطواخ. أما الوزير فترفع أمامه ثلاثة اطواخ وكذلك الذين يحملون رتبة الباشوية، وكان البك يحمل طوخا واحدا أو طوخين تبعًا للمركز الذي يشغله، فإذا كان يحكم وحدة إدارية هي (الصنجقجية) السنجق فإنه يحمل طوخا واحدا، وإذا كان حاكما لولاية صغيرة أو متوسطة فإنه يحمل طوخين.
وإذا صدر فرمان سلطاني بمنح احد البكوات رتبة الباشوية، فإنه يحمل بقوة القانون ثلاثة اطواخ بصرف النظر عن المنصب الذي يشغله.
وكان يحدث ان تسند ولاية دمشق أو حلب أو بغداد أو مصر إلى ولاة سبق لهم تقلد منصب الصدر الأعظم أو كانوا وزراء ، ففي مثل هذه الحالات كان يسمح لهؤلاء الولاة بالاحتفاظ بحقهم المقرر لهم من قبل في عدد الاطواخ، على الرغم من أن منصب الوالي كان يقل عن منصب الصدر الأعظم.
ويدل استخدام الأطواخ على أن العثمانيين كانوا متمسكين بالحفاظ على التقاليد التي تتمثل في بعض الرموز أو الشعارات المستمدة من أصول قبلية تركية - مغولية قديمة. ويرى المؤرخين انه من المحتمل أن يكون هذآ التقليد مستمدا من أصل طوطمي(Totemic origin)، وكانت الأطواخ تؤخذ اول الأمر من ذيول الياكات (Yaks)، ثم رأت الدولة أن تستبدل ذيل الخيل بذيل الياكات.
في الدولة العثمانية، كانت الشارات والرموز تُستخدم للدلالة على الرتب والمناصب الرسمية،
وكان بكلربك الروم أرفع رتبة ومميزاً بثلاثة من أذيال الفرس بلوائه بينما لواء الأناضول مميز باثنين فقط.
والطوغ او الطوغة هي عبارة عن بسكولة من شعر ذيل الحصان.
والبَسْكُولة في هذا السياق هي عثكولة أو شرابة أو عُقلة مصنوعة من شعر ذيل الحصان (الطوغ)، تُعلّق على الطربوش، أو الراية، أو الرمح، وكانت تُستخدم كرمز للقوة، والرتبة، والسيادة العسكرية أو الإدارية في الدولة العثمانية.